# Congregação da Pequena Obra da Divina Providência
A Congregação da Pequena Obra da Divina Providência (em latim Fratrum Opus Divinae Providentiae ou Parvum Opus Divinae Providentiae) também conhecida como Filhos da Divina Providência; Pequena Obra da Providência Divina ou simplesmente Orionitas é uma Congregação religiosa da Igreja Católica, fundada por São Luís Orione, o apóstolo da caridade, canonizado em 2004 pelo Papa São João Paulo II.
A congregação dos Orionitas é composta por padres, religiosos, religiosas, leigas consagradas, movimento laical, movimento juvenil e todos aqueles que se identifica com a espiritualidade e o carisma orionita.

## Logo Orionita
O logo é composto por uma cruz vermelha, acompanhada de uma frase do Apóstolo São Paulo que também  fora o lema de São Pio X (grande papa e benfeitor de nossa congregação  religiosa), adotada como lema por Dom Orione: Instaurare Omnia in Christo que significa:  Restaurar tudo em Cristo"  (O lema por ele adotado, "Renovar tudo em Cristo", se desdobra historicamente neste: "Renovar tudo na Igreja"; e, na via da ação, pode ser formulado também assim: "Renovar tudo na caridade
```
Como o Divino Mestre, "passou pelo mundo fazendo o bem"
```

## Ramos da família orionita

### Religioso masculino
- Filhos da Divina Providência (padres, irmãos)
- Eremitas da Divina Providência (Contemplativo)

### Religioso feminino
- Pequenas Irmãs Missionárias da Caridade
- Irmãs Sacramentinas Cegas (Contemplativo)

### Seculares
- ISO - Instituto Secular Orionita (Leigas Consagradas)
- MLO - Movimento Laical Orionita (Simpatizantes e Consagrados ao Carisma)

## Carisma
Confiantes na Divina Providência, colaborar para levar os pequenos, os pobres e o povo à igreja e ao papa para Instaurare Omnia in Christo (renovar tudo em Cristo) mediantes as obras de caridade.

## Obras
- Pequenos Cotolengos ou Orionópolis (Centro de Acolhida para casos graves de deficiente físicos e/ou mentais abandonados ou com sérias dificuldade financeiras);
- Colégios
- Creches
- CEDOs (Centro Educacional Dom Orione)
- Asilos
- Hospital
- Casa de Acolhida para Moradores de Rua
- Casa de Acolhida para Dependentes Químicos
- Paróquias
- Missões

## Santidades orionitas
- São Luís Orione - Fundador - 16 de Maio
- Beato Francisco Drzewiecki - Mártir - 13 de setembro
- Beato Padre Gil Barcelón - Mártir - 3 de agosto
- Beato Aspirante Antônio Arrué Peiró - Mártir - 3 de agosto
- Venerável Dom Carlos Sterpi - 22 de novembro
- Venerável Frei Ave Maria - 21 de janeiro
- Servo de Deus Dom Gaspar Goggi - 4 de agosto
- Serva de Deus Irmã Maria Plautilla - 5 de outubro
- Servo de Deus Padre Giovanni Messina

## No Brasil
No Brasil, os orionitas estão divididos em três províncias:
- Província Nossa Senhora Aparecida: Província Brasileira das Irmãs Orionitas. A sede provincial esta localizada na cidade de Cotia-SP.
- Província Nossa Senhora da Anunciação: Província Sul dos padres e religiosos orionitas. Responsável pelos estados de Mato Grosso do Sul, São Paulo, Paraná, Santa Catarina e Rio Grande do Sul. Essa província também é responsável por Moçambique onde Possui missão. A sede provincial está localizada na cidade de São Paulo-SP.
- Província Nossa Senhora de Fátima: Província Norte dos padres e religiosos orionitas. Responsável pelos estados de Rio de janeiro, Espírito Santo, Minas Gerais, Goiás, Distrito Federal, Mato Grosso, Rondônia, Pará, Tocantins, Ceará, Alagoas e Roraima. A sede Provincial está localizada na cidade de Brasília-DF.

## Os orionitas no extremo norte de Goiás
Segundo o historiador Raylinn Barros da Silva, os religiosos orionitas da Congregação Pequena Obra da Divina Providência, chegaram na região do extremo norte de Goiás no início da década de 1950 do século XX e iniciaram o processo de estruturação do catolicismo na região. O extremo norte de Goiás na década de 1950 é onde se denomina na atualidade de norte do Tocantins. Essa região compreendia as cidades de Tocantinópolis, Filadélfia, Babaçulândia, Araguaína, Araguatins, Itaguatins, Ananás, Nazaré e Xambioá.
A sede principal da missão orionita foi Tocantinópolis, seu principal centro urbano, político e religioso. A cidade era considerada estratégica por vários motivos: estava localizada nas margens do Rio Tocantins; fazia divisa com o Estado do Maranhão e ainda pela posição geográfica, mais ao norte, estava estrategicamente situada no extremo norte de Goiás na época, localizada entre os estados do Maranhão e Pará.
Ainda segundo o historiador, no aspecto religioso, antes da chegada dos orionitas, alguns religiosos católicos passaram pela região do antigo extremo norte goiano, antes mesmo da presença do famoso Padre João Lima . Do ponto de vista da religião católica, antes da chegada dos primeiros missionários orionitas em 1952, a região – com exceção de Tocantinópolis, única paróquia católica – era “assistida” do ponto de vista religioso, vez ou outra, quando da passagem de missões religiosas. Primeiro os capuchinhos no final do século XIX e, no início do XX, os dominicanos.

## Pastoral Vocacional Orionita (PVO)
A Pastoral Vocacional Orionita desenvolve um trabalho em comunhão entre padres, religiosos e leigos, que buscam difundir o carisma orionino e conquistar novas vocações. Os jovens que sentem o chamado para viver a radicalidade do batismo, podem iniciar o acompanhamento e o discernimento vocacional para então conhecer e se aprofundar no carisma de São Luís Orione através de diversos encontro promovido pelas casas de formação. Para participar o vocacionado ou vocacionada precisa entrar em contato com algum membro da congregação ou deixar o seu contato no site: https://orionitas.com.br/pvo-animacao-vocacional/